# Charlyne Smith
Charlyne Alexandria-Marie Smith (Kingston, Jamaica, 1 de septiembre de 1995) es una ingeniera en energía nuclear y científica en el Instituto de Investigación de Energía Eléctrica (conocido como EPRI, sigla de Electric Power Research Institute), donde codirige el Programa de Innovación en Tecnología Nuclear. Asimismo, se desempeña como científica investigadora en la Universidad de Florida.
Tiene una licenciatura en Química y Matemáticas, así como una maestría y un doctorado en Ingeniería Nuclear. Originaria de St. Catherine, Jamaica, Charlyne se mudó a los Estados Unidos en 2012 para seguir una carrera en ciencia y tecnología centrada en soluciones energéticas para las generaciones actuales y futuras.  En 2021 hizo historia como la primera mujer negra en obtener un doctorado en Ingeniería Nuclear de la Universidad de Florida. Galardonada con el Premio Nacional de la Juventud en Académicos del primer ministro en 2022, otorgado por el Muy Honorable Andrew Holness, duodécimo primer ministro de Jamaica. 

## Biografía
Charlyne Smith nació y creció en St. Catherine, Jamaica. Su enseñanza básica fue en Marlie Mount Primary School donde soñaba con convertirse en científica. Al crecer en Jamaica, la confiabilidad energética se veía amenazada por desastres naturales. Después de terminar la secundaria en St. Catherine High, se mudó a Estados Unidos para seguir una carrera en el sector energético.
En 2012 emigró a EEUU. Estudió una licenciatura en Química y Matemáticas en la Universidad Estatal Coppin ubicada en Baltimore, Maryland graduándose en 2017. Durante esta época el interés de sus investigaciones se basaba en la energía solar, pero tras conocer a la científica nuclear, Nickie Peters, su perspectiva cambió.  En 2018, recibió la Beca de Investigación de Posgrado de la Fundación Nacional de Ciencias (NSF).
Estudió una maestría y después un doctorado en Ciencias en Ciencias de la Ingeniería Nuclear en la Universidad de Florida. Prosiguió su especialización con un postdoctorado en el Laboratorio Nacional de Idaho, donde realizó investigaciones básicas en materia de energía sobre estructuras defectuosas autoorganizadas formadas en combustible nuclear durante la irradiación de neutrones.
En 2022 recibió el Premio Nacional de la Juventud del primer ministro a la Excelencia Académica de la Oficina del primer ministro de Jamaica. Smith es cofundadora de la organización sin fines de lucro Empowering Garrison Girls (EGGs), cuya misión es satisfacer la necesidad de una transformación global para reducir las desigualdades económicas y de género al dirigirse a las niñas que viven en las comunidades de Jamaica
Fue después incorporada en el equipo de Innovación en Energía Nuclear del Breakthrough Institute.  En el Congreso Futuro 2025 en Santiago de Chile, Smith destacó la viabilidad potencial de los reactores modulares pequeños (SMR) como una solución escalable y segura en Chile. 

## Actividad laboral
Smth ha publicado más de una docena de artículos revisados por pares en revistas científicas, como Journal of Nuclear Materials, Journal of Materials Science, Nuclear Engineering and Design y Micron.  Su experiencia abarca la caracterización avanzada y el análisis post-irradiación de combustibles y materiales nucleares.
Fue reconocida por el Departamento de Energía de los Estados Unidos por sus contribuciones al equipo de conversión de uranio de bajo enriquecimiento.
En el Electric Power Research Institute (EPRI) impulsa la innovación para fortalecer la infraestructura nuclear crítica y abordar los desafíos globales de esta fuente de energía.
En julio de 2023 en su alma mater en Jamaica, el St. Catherine High School en Spanish Town, realizó un bootcamp o un programas intensivos de formación, donde se introdujo la ciencia de la ingeniería nuclear, evento que además, fue documentado en un cortometraje.  
En mayo de 2024 dirigió el Simposio sobre Reactores Modulares Pequeños de Energía Nuclear en la Universidad Tecnológica de Jamaica, reuniendo a expertos en energía nuclear de Estados Unidos, Canadá, Brasil y Sudáfrica.  Planifica  lanzar un bootcamp de ingeniería nuclear en Chile en 2026.